# Protorthemis celebensis
Protorthemis celebensis är en trollsländeart som beskrevs av Kirby 1889. Protorthemis celebensis ingår i släktet Protorthemis och familjen segeltrollsländor. Inga underarter finns listade i Catalogue of Life.